# Jacek Kramek
Jacek Kramek (ur. 21 marca 1989 w Nowym Dworze Mazowieckim, zm. 19 lipca 2021 w Warszawie) – polski kulturysta, trener i szkoleniowiec. Dwukrotny mistrz Polski.
Mistrz Polski wszechkategorii w Męskiej Sylwetce z 2015 roku, czwarty zawodnik mistrzostw świata z 2018 roku. Zdobywca statuetki Fitness Motywatora 2014 roku. Wykładowca Akademii Instruktorów Sportu S4.Trener gwiazd.
Zmarł nagle 19 lipca 2021 roku na udar mózgu, miał 32 lata. Został pochowany na cmentarzu komunalnym w Kiełpinie koło Łomianek.

## Najważniejsze osiągnięcia sportowe
- 2016 VI miejsce – Kamienna Rzeźba Strzegom 2016 – kulturystyka klasyczna open
- 2015 I miejsce – Mistrzostwa Polski 2015 – kat. Men's Physique 178 + open
- 2015 I miejsce – zawody na Targach Fiwe Warszawa 2015 – w kat 178 + zwycięstwo w superfinale wszystkich kategorii
- 2014 III miejsce – Ogólnopolskie Zawody Kulturystyczne Sopot 2014 – w kat +178 cm
- 2014 II miejsce – Mistrzostwa Polski w Kielcach 2014 – kat. Men's physique